# Сент-Клер Девиль, Анри Этьен
Анри́ Сент-Клер Деви́ль (фр. Henri Sainte-Claire Deville; 11 марта 1818, о. Сент-Томас, Виргинские острова, — 1 июля 1881, Булонь-сюр-Сен, ныне Булонь-Бийанкур) — французский физикохимик.

## Биография
Брат геолога Шарля Сент-Клера Девиля. 
В 1843 году окончил Парижский университет, получив степень доктора медицины; несколько лет занимался научными исследованиями в собственной лаборатории. В 1845-1850 годах был профессором химии и деканом естественнонаучного факультета Университета в Безансоне. В 1851 году Сент-Клер Девиль становится профессором химии в Высшей нормальной школе в Париже. С 1870 по 1880 год читал лекции в Сорбонне. В 1861 году был выбран членом Парижской Академии наук по отделению минералогии; с 1869 году — иностранный член-корреспондент Петербургской Академии наук.
В 1849 году Сент-Клер Девиль получил азотный ангидрид (действием хлора на сухой нитрат серебра). Широкую известность ему принёс созданный им в 1854 году промышленный способ получения алюминия, основанный на вытеснении алюминия металлическим натрием из двойного хлорида натрия и алюминия NaCl·AlCl3. За 36 лет его применения, с 1855 по 1890 год, способом Сент-Клер Девиля было получено 200 тонн металлического алюминия. В 1856 годжу получил алюминий электролизом расплава хлорида натрия-алюминия.
В 1855-1859 годах Сент-Клер Девиль совместно с французским химиком Ж.А. Дебре разработал методы очистки сырой платины и выделения её спутников из платиновых остатков (материал и средства для этих опытов предоставило русское правительство). Сент-Клер Девиль также показал возможность плавить платину в особой известковой отражательной печи в водород-кислородном пламени и таким образом упростил производство платиновых сосудов — чашек, тиглей и пр. В 1872 году по поручению Международной комиссии мер и весов он приготовил сплав платины с 10 % иридия, из которого были изготовлены международные эталоны метра и килограмма.
Наибольшую научную заслугу Сент-Клер Девиля составляет введение в теоретическую химию нового понятия о диссоциации. В 1857 году в статье «О диссоциации, или самопроизвольном разложении веществ под влиянием тепла» Сент-Клер Девиль показал, что под влиянием температуры происходит разложение водяного пара на кислород и водород при температуре плавления платины (1750 °C) и при температуре плавления серебра (960 °C). В лекциях о диссоциации, прочитанных в 1864 году перед Французским химическим обществом, Сент-Клер Девиль формулирует конечный вывод своих экспериментов: 

«Превращение водяных паров в смесь водорода и кислорода есть полная перемена состояния, соответствующая определенной температуре, и эта температура является постоянной при переходе из одного состояния в другое, в каком бы направлении эти перемены ни происходили... Это явление самопроизвольного разложения воды я предлагаю назвать диссоциацией».
Сент-Клер Девиль связывал химическое равновесие с двумя взаимообусловленными процессами: соединением и разложением. Он предложил также метод «закаливания» химических реакций: если очень быстро охладить реакционную смесь, находящуюся при высокой температуре, то эта система как бы застывает в том состоянии, в каком застало её резкое охлаждение. Впоследствии Вальтер Нернст показал, что методом «закаливания» можно количественно изучать равновесие системы, установившееся при высокой температуре.
Показав, что вода, хлороводород, углекислый газ и ряд других соединений при высоких температурах диссоциируют, Сент-Клер Девиль внёс большой вклад в развитие учения о химическом равновесии. 

«...Исследования Анри Сент-Клер Девиля, посвященные явлению диссоциации, — писал известный французский химик Ж.Б. Дюма, — являются величайшим приобретением не только химии, но и физики. Благодаря открытию этого капитального явления (термической диссоциации — прим. авт.) он обнаружил новый путь в науке — путь сближения химических явлений с чисто физическими».